# Yeniköy, Orhangazi
Yeniköy là một xã thuộc huyện Orhangazi, tỉnh Bursa, Thổ Nhĩ Kỳ. Dân số thời điểm năm 2011 là 3.46 người.